# 1836
| [ Edytuj tabelę ]                                   | |
| Król Polski (tytularny)                             | - 1831 Mikołaj I Romanow 1855 |
| Emir Afganistanu                                    | - 1818 Al-Rajuo Ballaha 1842 |
| Współksiążęta Andory                                | - 1827 Simó Rojas de Guardiola y Hortoneda 1851 - 1830 Ludwik Filip I 1848                                                                                      |
| Prezydent Argentyny                                 | - 1835 gen. Juan Manuel de Rosas 1852 |
| Cesarz Austrii                                      | - 1835 Ferdynand I Habsburg 1848 |
| Król Bawarii                                        | - 1825 Ludwik I 1848 |
| Król Belgów                                         | - 1831 Leopold I 1865 |
| Premier Belgii                                      | - 1834 Barthélemy Théodor de Theux de Meylandt 1840 |
| Prezydent Boliwii                                   | - 1829 Andrés de Santa Cruz 1839 |
| Cesarz Brazylii                                     | - 1831 Pedro II 1889 |
| Sułtan Brunei                                       | - 1829 Omar Ali Saifuddin II 1852 |
| Prezydent Chile                                     | - 1831 José Joaquín Prieto 1841 |
| Cesarz Chin                                         | - 1820 Daoguang 1850 |
| Król Czech                                          | - 1835 Ferdynand I Habsburg 1848 |
| Król Danii                                          | - 1808 Fryderyk VI 1839 |
| Dalajlama                                           | - 1816 Cultrim Gjaco 1837 |
| Władca Egiptu                                       | - 1805 Muhammad Ali 1848 |
| Prezydent Ekwadoru                                  | - 1834 Vicente Rocafuerte 1839 |
| Premier Francji                                     | - 1835 Achille Charles de Broglie 1836 - 1836 Adolphe Thiers 1836 - 1836 Louis Mathieu Molé 1839                                                                |
| Król Francji                                        | - 1830 Ludwik Filip I 1848 |
| Król Grecji                                         | - 1831 Otton I 1862 |
| Prezydent Haiti                                     | - 1818 Jean-Pierre Boyer 1843 |
| Król Hawajów                                        | - 1824 Kamehameha III 1854 |
| Król Hiszpanii                                      | - 1833 Izabela II 1868 |
| Król Holandii                                       | - 1815 Wilhelm I 1840 |
| Szach Iranu                                         | - 1834 Mohammad Szah 1848 |
| Państwo Wielkich Mogołów                            | - 1806 Akbar Szah II 1837 |
| Król Irlandii                                       | - 1830 Wilhelm IV Hanowerski 1837 |
| Cesarz Japonii                                      | - 1817 Ninkō 1846 |
| Kalif                                               | - 1808 Mahmud II 1839 |
| Prezydent Kolumbii                                  | - 1832 Francisco de Paula Santander 1837 |
| Patriarcha Konstantynopola                          | - 1835 Grzegorz VI 1840 |
| Władca Korei                                        | - 1834 Hŏnjong 1849 |
| Emir Kuwejtu                                        | - 1814 Dżabir I 1859 |
| Książę Liechtensteinu                               | - 1805 Jan I 1836 - 1836 Alojzy II 1858 |
| Wielki książę Luksemburga                           | - 1815 Wilhelm I 1840 |
| Sułtan Maroka                                       | - 1822 Abd ar-Rahman 1859 |
| Prezydent Meksyku                                   | - 1835 Miguel Barragán 1836 - 1836 José Justo Corro 1837 |
| Książę Monako                                       | - 1819 Honoriusz V 1841 |
| Król Nepalu                                         | - 1816 Rajendra 1847 |
| Premier Nepalu                                      | - 1806 Bhimsen Thapa 1837 |
| Król Norwegii                                       | - 1818 Karol III Jan 1844 |
| Sułtan Omanu                                        | - 1807 Sa’id ibn Sultan 1856 |
| Papież                                              | - 1831 Grzegorz XVI 1846 |
| Konsul Paragwaju                                    | - 1814 José Gaspar Rodríguez de Francia 1840 |
| Książę Parmy i Piacenzy                             | - 1814 Maria Ludwika 1847 |
| Prezydent Peru                                      | - 1835 Felipe Santiago Salaverry 1836 |
| Król Portugalii                                     | - 1834 Maria II 1853 |
| Król Prus                                           | - 1797 Fryderyk Wilhelm III 1840 |
| Car Rosji                                           | - 1825 Mikołaj I 1855 |
| Król Saksonii                                       | - 1827 Antoni Wettyn 1836 - 1836 Fryderyk August II Wettyn 1854                                                                                                 |
| Kapitanowie Regenci San Marino                      | - 1835 Giambattista Bonelli Bartolomeo Bartolotti 1836 - 1836 Giovanni Benedetto Belluzzi Pier Antonio Damiani 1836 - 1836 Giuseppe Gozi Pier Matteo Berti 1837 |
| Książę Serbii                                       | - 1815 Miłosz I Obrenowić 1839 |
| Król Sardynii                                       | - 1831 Karol Albert 1849 |
| Król Szwecji                                        | - 1818 Karol XIV Jan 1844 |
| Król Tajlandii                                      | - 1824 Rama III 1851 |
| Sułtan Turków                                       | - 1808 Mahmud II 1839 |
| Prezydent Urugwaju                                  | - 1835 Manuel Oribe 1838 |
| Prezydent USA                                       | - 1829 Andrew Jackson 1837 |
| Prezydent Wenezueli                                 | - 1835 José María Vargas 1836 - 1836 Andrés Navarte 1837 |
| Król Węgier                                         | - 1835 Ferdynand VI 1848 |
| Monarcha Wielkiej Brytanii                          | - 1830 Wilhelm IV 1837 |
| Premier Wielkiej Brytanii                           | - 1835 William Lamb 1841 |
| Cesarz Wietnamu                                     | - 1820 Minh Mạng 1841 |
| Prezydent Zjednoczonych Prowincji Ameryki Środkowej | - 1830 Francisco Morazán 1839 |

Rok 1836 / MDCCCXXXVI
stulecia: XVIII wiek ~
XIX wiek ~
XX wiek

dziesięciolecia:
1800–1809 •
1810–1819 •
1820–1829 •
1830–1839
• 1840–1849
• 1850–1859
• 1860–1869

lata: 1826 «
1831 «
1832 «
1833 «
1834 «
1835 «
1836
» 1837
» 1838
» 1839
» 1840
» 1841
» 1846

## Wydarzenia w Polsce
- 15 lutego – wydano akt prawny w sprawie założenie w klasztorze w Liszkowie domu poprawczego dla księży tzw. „zdrożnych” z terenu Królestwa Polskiego[1].
- 15 maja – ostatnie obrączkowe zaćmienie słońca widoczne w Polsce.

- Okupacja Wolnego Miasta Krakowa.
- Konarszczyzna – partyzantka narodowowyzwoleńcza prowadzona w latach 1835–1839 z inicjatywy Szymona Konarskiego na ziemiach zabranych przez Rosję.

## Wydarzenia na świecie
- 23 lutego – rewolucja w Teksasie: rozpoczęła się bitwa o Alamo.
- 1 marca – rewolucja w Teksasie: Teksas ogłosił niezależność od Meksyku.
- 2 marca – rewolucja w Teksasie: powstała efemeryczna Republika Teksasu.
- 6 marca – rewolucja w Teksasie: wojska meksykańskie zdobyły fort Alamo i dokonały rzezi obrońców.
- 17 marca – Republika Południowego Peru ogłosiła niepodległość.
- 23 marca – rozpoczęto bicie monet przez mennicę amerykańską przy użyciu maszyny parowej.
- 27 marca – rewolucja w Teksasie: Meksykanie dokonali masakry ponad 300 wziętych do niewoli obrońców misji Goliad.
- 29 marca – w Magdeburgu odbyła się premiera opery komicznej Zakaz miłości albo nowicjuszka z Palermo Richarda Wagnera.
- 20 kwietnia – Alojzy II został księciem Liechtensteinu.
- 21 kwietnia – w bitwie pod San Jacinto armia amerykańska pod dowództwem Samuela Hustona pokonała wojska meksykańskie generała Antonia Lópeza de Santa Anny.
- 15 maja − brytyjski astronom Francis Baily, podczas obserwacji obrączkowego zaćmienia Słońca, odkrył zjawisko zwane dziś perłami Baily'ego, które ma miejsce gdy światło słoneczne przedostaje się przez nierówności na brzegu Księżyca.
- 16 maja – amerykański poeta i nowelista Edgar Allan Poe poślubił swą 13-letnią kuzynkę Virginię.
- 6 czerwca – Fryderyk August II został królem Saksonii.
- 15 czerwca
  - Arkansas zostało przyjęte do USA jako dwudziesty piąty stan.
  - William S. Otis zgłosił wniosek patentowy na koparkę parową.
- 29 lipca – odsłonięto Łuk Triumfalny w Paryżu.
- 7 września – cesarz Ferdynand I został koronowany w Pradze na króla Czech.
- 2 października – Charles Darwin powrócił do Anglii po 5-letniej podróży dookoła świata na pokładzie HMS Beagle.
- 22 października – Sam Houston został pierwszym prezydentem Republiki Teksasu.
- 24 października – Amerykanin Alonzo Philips opatentował zapałki.
- 25 października – na paryskim Place de la Concorde odsłonięto 23-metrowy obelisk ze starożytnej świątyni w Luksorze, podarowany Francji w 1831 roku przez kedywa (wicekróla) Egiptu, Muhammada Alego.
- 4 grudnia – członkowie Towarzystwa Demokratycznego Polskiego podpisali w Poitiers we Francji Wielki Manifest.
- 13 grudnia – spłonął Teatro La Fenice w Wenecji.
- 28 grudnia
  - Hiszpania uznała niepodległość Meksyku.
  - utworzono brytyjską kolonię (późniejszy stan) Australia Południowa ze stolicą w Adelaide.

## Urodzili się
- 2 stycznia – Mendele Mojcher Sforim (jid. מענדעלע מוכר־ספֿרים), żydowski pisarz, ojciec literatury jidysz, pionier nowożytnej literatury hebrajskiej (zm. 1917)
- 5 stycznia – Otto Menzel, niemiecki dyrektor górniczy i hutniczy, oficer pionierski (zm. 1899)[2]
- 6 stycznia – Kazimierz Ruszkiewicz, polski duchowny katolicki, biskup warszawski (zm. 1925)
- 8 stycznia – Lawrence Alma-Tadema, holenderski malarz (zm. 1912)
- 21 lutego – Léo Delibes, francuski kompozytor baletu, opery oraz innych dzieł scenicznych (zm. 1891)
- 24 lutego – Winslow Homer, amerykański malarz, grafik i ilustrator (zm. 1910)
- 16 marca – Andrew Smith Hallidie, amerykański inżynier (zm. 1900)
- 28 marca - Stanisław Janicki, polski inżynier budowlany, hydrolog, wynalazca (zm. 1888)
- 1 kwietnia – Manuel Domingo y Sol, hiszpański duchowny katolicki, błogosławiony (zm. 1909)
- 25 kwietnia - Piotr Wnorowski, polski samorządowiec, prezydent Częstochowy (zm. 1902)
- 17 maja:
  - Norman Lockyer, angielski astronom, naukowiec (zm. 1920)
  - Wilhelm Steinitz, austriacki szachista (zm. 1900)
- 28 maja – Jan Aleksander Karłowicz, polski etnograf, muzykolog, językoznawca, folklorysta (zm. 1903)
- 30 maja – Aleksander Kotsis, polski malarz (zm. 1877)
- 4 czerwca – Władysław Tarnowski, polski hrabia, pianista, kompozytor, poeta, dramaturg i tłumacz (zm. 1878)
- 23 czerwca - Anna Louisa Walker, brytyjsko-kanadyjska poetka (zm. 1907)
- 24 czerwca:
  - Jan Gotlib Bloch, bankier i przedsiębiorca przemysłowy, „król kolei żelaznych” XIX w. (zm. 1902)
  - Jakub Glazer, polski duchowny katolicki biskup pomocniczy przemyski (zm. 1898)
  - Hermann Karl Rosenbusch, niemiecki petrograf, geolog (zm. 1914)
- 8 sierpnia – Antoni Kocyan, polski leśnik i ornitolog, badacz fauny Tatr (zm. 1916)
- 25 sierpnia - Ludwik Michalski, polsko-szwajcarski przedsiębiorca, uczestnik powstania styczniowego (zm. 1888)
- 26 września - Edward Likowski, polski duchowny katolicki, arcybiskup poznański, prymas Polski (zm. 1915)
- 20 października – Martin-Luc Huin, francuski misjonarz, męczennik, święty katolicki (zm. 1866)
- 13 listopada – Jarosław Dąbrowski, polski działacz niepodległościowy, generał i naczelny dowódca wojsk Komuny Paryskiej (zm. 1871)
- 14 listopada – Michał Andriolli, polski rysownik, ilustrator książek, malarz (zm. 1893)
- 1 grudnia - Eduard Herrmann, niemiecki duchowny katolicki, biskup pomocniczy warmiński (zm. 1916)
- 19 grudnia - Ambroży Towarnicki, polski lekarz, polityk, naczelnik Rzeszowa (zm. 1884)
- 27 grudnia – Walery Antoni Wróblewski, generał polski, uczestnik Komuny Paryskiej (zm. 1908)
- data dzienna nieznana: 
  - Maria An (chiń. 婦安郭瑪利), z domu Guo, chińska męczennica, święta katolicka (zm. 1900)

## Zmarli
- 31 stycznia – Maria Krystyna Sabaudzka, królowa Obojga Sycylii, błogosławiona katolicka (ur. 1812)
- 7 kwietnia – William Godwin, angielski publicysta polityczny (ur. 1756)
- 20 kwietnia – Jan I, książę Liechtensteinu (ur. 1760)
- 5 maja – Nunzio Sulprizio, włoski święty katolicki (ur. 1817)
- 10 czerwca – André Marie Ampère, francuski fizyk i matematyk (ur. 1775)
- 20 czerwca – Emmanuel-Joseph Sieyès, francuski duchowny i polityk (ur. 1748)
- 26 czerwca – Claude Joseph Rouget de Lisle, francuski kapitan i inżynier wojskowy, autor Marsylianki (ur. 1760)
- 28 czerwca – James Madison, czwarty prezydent USA (ur. 1751)
- 4 lipca – Katarzyna Jarrige, francuska tercjarka dominikańska, błogosławiona katolicka (ur. 1754)
- 21 sierpnia – Claude-Louis Navier, francuski inżynier i fizyk, który głównie specjalizował się w mechanice (ur. 1785)
- 3 września – Daniel Mendoza, angielski bokser z okresu walk na gołe pięści (ur. 1764)
- 6 listopada:
  - Karol X Burbon, król Francji (ur. 1757)
  - Karel Hynek Mácha, czeski pisarz i poeta (ur. 1810)

## Święta ruchome
- Tłusty czwartek: 11 lutego
- Ostatki: 16 lutego
- Popielec: 17 lutego
- Niedziela Palmowa: 27 marca
- Wielki Czwartek: 31 marca
- Wielki Piątek: 1 kwietnia
- Wielka Sobota: 2 kwietnia
- Wielkanoc: 3 kwietnia
- Poniedziałek Wielkanocny: 4 kwietnia
- Wniebowstąpienie Pańskie: 12 maja
- Zesłanie Ducha Świętego: 22 maja
- Boże Ciało: 2 czerwca